# بازقند
بازقند، روستایی است از توابع بخش مرکزی شهرستان سبزوار استان خراسان رضوی ایران.

## جمعیت
این روستا در دهستان قصبهٔ شرقی قرار داشته و بر اساس سرشماری سال ۱۳۸۵ جمعیت آن ۲۰۰ نفر (۷۷ خانوار)
بوده است.